# Hymna Severní Koreje
Hymna Severní Koreje se jmenuje Egukka (애국가, Píseň milované země), stejně se ovšem jmenuje hymna Jižní Koreje a rovněž hymna Korejského císařství, přestože jde o rozdílné písně.
Její autor je Pak Se-jong. Hudbu složil Kim Won-gjun.

## Historie
Původně korejská exilová vláda (1919–1945) v Šanghaji přijala jako svou národní hymnu "Egukka" na melodii "Auld Lang Syne". Po druhé světové válce Jižní Korea zachovala slova, která byla převedena na novou melodii (změněnou z "Auld Lang Syne"), zatímco Severní Korea přijala tuto nově napsanou skladbu v roce 1947.
Na počátku roku 1980 se Kim Čong-il snažil snížit význam písně ve prospěch "Písně generála Kim Ir-sena".

## Text
| Text | Přepis | Překlad |
| --- | --- | --- |
| 아침은 빛나라 이 강산 은금에 자원도 가득한 이세상 아름다운 내 조국 반만년 오랜 력사에 찬란난 문화로 자라난 슬기론 인민의 이 영광 몸과 맘 다 바쳐 이 조선 길이 받드세 | Ačimun pitnara i kangsan Ūngume džawondo kadukhan Samčōlli arūmdaun ne džoguk Panmanňōn orän rjōksae čalanhan munhwaro džaranan sūlgiron inminūi i jonggwang momgwa mam ta pačjo i džosōn kiri pattuse | Nechť úsvit dopadá na ty řeky a hory, Stříbrem a zlatem oplývající. Tento svět, krásná je naše vlast, V její historii pěti tisíciletí. Zde nádherná kultura přinesla Moudrému lidu jeho slávu. Odevzdejme svá těla i mysli této Koreji, Navěky za ní stůjme!               |
| 백두산 기상을 다 안고 근로의 정신은 깃들어 진리로 뭉쳐진 억센 뜻 온 세계 앞서 나가리 솟는 힘 노도도 내밀어 인민의 뜻으로 선 나라 한없이 부강하는 이 조선 길이 빛내세 | Päktusan kisangūl ta an'go Kūnroūi džōngsinūn kitdūrō Džilliro mungčjōdžin ōksen ttut on segje apsō nagari sotnūn him nododo nämirō inminūi ttūsūro sōn nara hanōbai puganghanūn i džoson kiri pinäse  | Přijímejme kouzlo hory Pektu, Kde duch práce má své hnízdo. Buďme jednotní a pevní v pravdě, Kráčejme kupředu, vstříc celému světu. Země byla založena vůlí lidí, Bojujícími se silami vln a válčícími ve válkách. Tuto neomezeně bohatou a silnou Koreu Navěky oslavujme! |